# Arsenobetaína
La arsenobetaína es un compuesto de organoarsénico y es la principal fuente de arsénico presente en el pescado. Es un arsénico análogo de trimetilglicina, comúnmente conocido como betaína. La bioquímica y su biosíntesis son similares a los de colina y betaína.
La arsenobetaína es una sustancia común en los sistemas biológicos marinos y, a diferencia de muchos otros compuestos orgánicos como dimetilarsina y trimetilarsina, es relativamente no tóxico.
Se sabe que desde 1920 los peces marinos contienen compuestos orgánicos, aunque no fue hasta 1977 que se determinó la estructura química de la arsenobetaína como el compuesto más predominante.